# Ząbczak kruchy

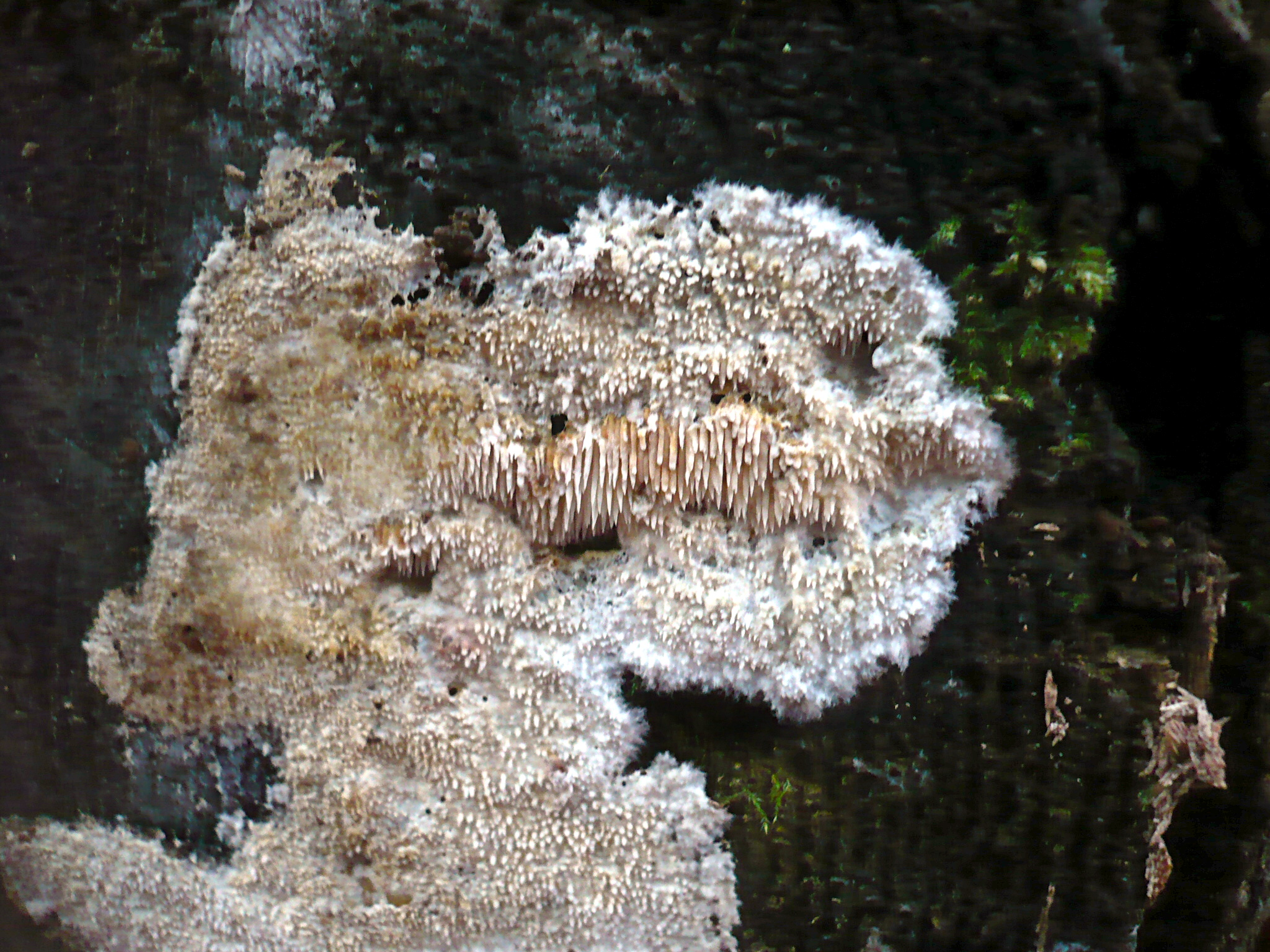

Ząbczak kruchy (Dentipellis fragilis (Pers.) Donk) – gatunek grzybów z rodziny soplówkowatych (Hericiaceae).

## Systematyka i nazewnictwo
Pozycja w klasyfikacji według Index Fungorum: Dentipellis, Hericiaceae, Russulales, Incertae sedis, Agaricomycetes, Agaricomycotina, Basidiomycota, Fungi.
Po raz pierwszy takson ten opisał w 1801 r. Christiaan Hendrik Persoon nadając mu nazwę Hydnum fragile. Obecną, uznaną przez Index Fungorum nazwę nadał mu w 1962 r. Marinus Anton Donk.
Synonimy:
- Dentipellis echinospora H. Furuk. 261: 54 1974
- Dryodon fragilis (Pers.) Bourdot & Galzin 1928
- Hericium fragile (Pers.) Kotl. 1960
- Hydnum fragile Pers. 1801[2].

Polską nazwę nadał mu Władysław Wojewoda w 1983 r.

## Morfologia
Owocnik
Jednoroczny, rozpostarty o długości kilku cm. Brzeg bladożółty, matowy, watowaty do błoniastego, o szerokości 1–2 mm. Hymenofor kolczasty. Kolce cylindryczne, ostre, białe w stanie świeżym, kruche i jasnoochrowe w stanie suchym, o wymiarach 2–6(–12) x 0,1–0,2(–0,5) mm. Kontekst o grubości do 2 mm, blady, bladożółty do białego. Przechodzi w tramę bez warstwy rozgraniczającej. Trama kolców jednorodna, kremowa, miękka, delikatna.
Cechy mikroskopowe
System strzępkowy monomityczny. Strzępki generatywne w kontekście z pojedynczymi sprzążkami, o średnicy 2–4 µm, szkliste, gładkie, o ściankach grubości do 0,5 µm, nieamyloidalne, cyjanofilne, niektóre z żywicznymi kroplami o średnicy 1–2 µm na powierzchni strzępek. Strzępki tramy równoległe, o średnicy 2-3 µm z pojedynczymi sprzążkami, szkliste, cienkie, o grubości 0,5 µm, nieamyloidalne, słabo cyjanofilne. Strzępki subhymenium krótkokomórkowe, silnie rozgałęzione, o średnicy 2–2,5 µm. Strzępki w subiculum o średnicy 3–7 µm z szeroko rozstawionymi sprzążkami, o zawartości nakrapianej żywicznymi gutulami. Gleocystydy pospolite, niektóre powstające w subhymenium, o długości 400 µm lub więcej i zakrzywiające się w hymenium, o cylindrycznym lub wrzecionowatym, wierzchołku długości 60 µm i średnicy 7–10 µm. Wierzchołek śluzowaty lub szeroko zaokrąglony, wystający do 20 µm nad hymenium. Zawartość gleocystyd w KOH bladożółta, gutule nie barwiące się w aldehydzie sulfobenzowym, nieamyloidalne, cienkie, gładkie, acyjanofilne ze szklistymi ścianami. Cystydy rozproszone w hymenium, igiełkowate, 60–70 × 6–7 µm, wystające do 20 µm nad hymenium, o szklistych ściankach, cienkie, gładkie, ze szklistą zawartością, niektóre z małymi (–1,5 µm) kroplami oleju. Hyfidy rozproszone w hymenium, cylindryczne lub nitkowate, o średnicy 2–3 µm, niektóre z lekko nabrzmiałym wierzchołkiem o długości 5 µm. Podstawki wysmukłe, 26–45(–55) × 4–6(–10) µm, z czterema smukłymi sterygmami, każda o długości 5–7,5 µm. Zarodniki szeroko elipsoidalne do kulistych, średnia długość i szerokość 5,4 × 4,5 µm, zazwyczaj zawierające jedną dużą gutulę, o szklistych ścianach grubości do 0,5 µm, amyloidalne, acyjanofilne, delikatnie chropowate, ale często wydają się gładkie, z drobnym wierzchołkiem.

## Występowanie i siedlisko
Występuje w Ameryce Północnej, Europie, Azji i Australii. W Europie jest szeroko rozprzestrzeniony i podano wiele jego stanowisk. W Polsce W. Wojewoda w 2003 r. przytacza 10 jego stanowisk. Aktualne stanowiska podaje także internetowy atlas grzybów. Znajduje się na Czerwonej liście roślin i grzybów Polski. Ma status R – gatunek potencjalnie zagrożony z powodu ograniczonego zasięgu geograficznego i małych obszarów siedliskowych.
Nadrzewny grzyb saprotroficzny. Występuje w lasach liściastych na martwym drewnie, czasami także w szklarniach ogrodów botanicznych na drewnianych donicach. Zasiedla zbutwiałe drewno drzew liściastych, najczęściej buka, także zwalone pnie jodły. Powoduje białą zgniliznę drewna.